# Berndt Otto von Liewen
Berndt Otto von Liewen, född den 4 maj 1645 i Livland, död den 14 augusti 1684, var en svensk militär. Han var son till Bernhard Otto Liwe och far till Berndt Wilhelm von Liewen. 

## Biografi
von Liewen ihjälsköt 1670 förrädiskt på landsvägen löjtnanten Didrik Adolf Vellingk och rymde därför utrikes, men fick 1675 pardon. Han blev först löjtnant i utländsk tjänst och därefter kapten vid överste Wangelins regemente i romersk kejserlig tjänst 1677. von Liewen utnämndes till ryttmästare vid Åbo läns kavalleriregemente 1677, men stannade kvar i  utländsk tjänst, i vilken han dog som överste.

### Familj
von Liewen var gift med Lucia Warensleben (död 1724), syster till fältmarskalken och generalguvernören, greve Alexander Herman von Wartensleben. De fick tillsammans barnen Christina von Liewen, Sofia Ursula von Liewen som var gift med överstelöjtnanten Christian Evold von Fürtenberg, kaptenen Henrik von Liewen i preussisk tjänst, Agneta von Liewen som var gift med överstelöjtnanten Johan von Fürstenberg och generallöjtnanten Berndt Wilhelm von Liewen (1685–1771).